# Аэлита (синтезатор)
Аэлита — электронный музыкальный синтезатор, клавишный трёхголосный. Выпускался в 80-е годы в СССР.

## Описание
На «Аэлите» были реализованы разнообразные звуковые эффекты: трёхголосный унисон, тембровое глиссандо, частотное вибрато, тембровое тремоло, затухание, атаку, эффект струнных инструментов.
Характер звучания можно было менять прямо во время исполнения, так же как и тембр: достигалось поворотом ручки или прикосновения к кнопкам управления. При исполнении музыкального произведения на «Аэлите» можно сделать запись на магнитофон, прослушать «игру на исполнителя» через головные телефоны.
Корпус инструмента из алюминиевого сплава, оклеенного искусственной кожей, при перемещении инструмента надёжно защищён лёгким и прочным футляром.

## Технические характеристики
| Параметр                                        | Значение             |
| ----------------------------------------------- | -------------------- |
| Напряжение выходного сигнала, В                 | 0,25                 |
| Число октав по музыкальному диапазону           | 7,5                  |
| Число октав по клавиатуре                       | 3,5                  |
| Диапазон звуков                                 | от "фа" до "до"      |
| Число регистров в каждом голосе                 | 5 (32';16';8';4';2') |
| Число регистров унисона и стрингса              | 4 (16';8';4';2')     |
| Уровень фона, паузы, дБ                         | минус 55             |
| Динамический диапазон регулировки громкости, дБ | 60                   |
| Напряжение питания, В                           | 220                  |
| Потребляемая мощность, Вт                       | 25                   |
| Габариты, мм                                    | 285х335х900          |
| Масса, кг                                       | 15                   |
| Масса кейса, кг                                 | 10                   |